# Kolpotocheirodon figueiredoi
Kolpotocheirodon figueiredoi is een straalvinnige vissensoort uit de familie van karperzalmen (Characidae). De wetenschappelijke naam van de soort is voor het eerst geldig gepubliceerd in 2004 door Malabarba, Lima & Weitzman.